# ISO 3166-2:BB

Parishes von Barbados

Die Liste der ISO-3166-2-Codes für  Barbados enthält die Codes für die elf Parishes.

Die Codes bestehen aus zwei Teilen, die durch einen Bindestrich voneinander getrennt sind. Der erste Teil gibt den Landescode gemäß ISO 3166-1 (für  Barbados BB), der zweite den Code für das Parish wieder.
Die aktuellen Codes stehen auf der Seite der ISO unter #iso:code:3166:BB zur Verfügung.

| Parish        | Code  |
| ------------- | ----- |
| Christ Church | BB-01 |
| Saint Andrew  | BB-02 |
| Saint George  | BB-03 |
| Saint James   | BB-04 |
| Saint John    | BB-05 |
| Saint Joseph  | BB-06 |
| Saint Lucy    | BB-07 |
| Saint Michael | BB-08 |
| Saint Peter   | BB-09 |
| Saint Philip  | BB-10 |
| Saint Thomas  | BB-11 |